# Ferrari Sisu
Ferrari Sisu, född 20 mars 2015, är en svensk varmblodig travhäst. Han tränas av Conrad Lugauer och körs oftast av Marc Elias. Han tränades av Lutfi Kolgjini fram till hösten 2018.
Ferrari Sisu började tävla i mars 2018 och tog första segern i första starten. Han har till april 2021 sprungit in 3,4 miljoner kronor på 37 starter varav 7 segrar, 5 andraplatser och 3 tredjeplatser. Han kom på andraplats i Svenskt Travderby (2019) samt på tredjeplats i Breeders' Crown (2019).